# Will Sands
Will Sands (* 6. Juli 2000 in Rye, New York) ist ein US-amerikanischer Fußballspieler.

## Karriere
Bis Sommer besuchte er die Academy des New York City FC. Anschließend spielte er im College-Fußball für die Georgetown Hoyas, von wo er auch schon von Mai 2021 bis August des Jahres an den USL League Two Klub Manhattan SC verliehen wurde. Danach spielte er die Saison noch bei seinem College-Team zu Ende. Seit der Saison 2022 steht er beim MLS-Franchise Columbus Crew unter Vertrag. Kam hier jedoch bislang nur im US Open Cup und in der MLS Next Pro für die Zweite Mannschaft zum Einsatz. Sein Debüt hier war am 10. April 2022 bei einem 1:0-Sieg über Philadelphia Union II, bei dem er in der Startelf stand und in der 82. Minute für Coleman Gannon ausgewechselt wurde.

## Privates
Sein Zwillingsbruder James Sands ist ebenfalls Spieler in der MLS.